# Ларетей, Генрих
Генрих Ларетей (эст. Heinrich Laretei; 4 января 1892, мыза Ыйзу, Лифляндская губерния, Российская империя — 3 апреля 1973, Стокгольм, Швеция) — эстонский политический и государственный деятель, дипломат, юрист.

## Биография
Учился в 1903—1913 годах в Пярнуской мужской гимназии, с 1913 года до начала Первой мировой войны — в Санкт-Петербургском университете, в 1920—1923 годах учился на экономическом факультете Тартуского университета.
Участник Первой Мировой войны. Вступил в русскую армию добровольцем, служил в 24-й артиллерийской бригаде в Луге, в составе которой участвовал в войне с 1914 по 1917 год. В 1917—1918 годах был Секретарём Эстонского петроградского комитета и председателем ЦК Эстонского военного комитета в Петрограде.
В 1918—1920 годах участвовал в Освободительной войне Эстонии в качестве командира 4-го стрелкового полка и командира 3-й батареи, резервной батареи и дивизиона 1-го артиллерийского полка. С августа 1920 года числился капитаном запаса.
В 1921—1923 годах работал в Тарту в редакции газеты Postimees.
В 1923 году входил в состав Союза демобилизованных военнослужащих, в том же году был избран его представителем в Рийгикогу, в 1924 году вступил в политическую партию переселенцев.
Занимал пост министра сельского хозяйства в 1925—1926 годах, министра внутренних дел в 1926 году, был послом Эстонии в СССР в 1926—1928 годах и Литве в 1928—1931 годах, директором Политического отдела МИД в 1931—1936 годах, помощником Министра иностранных дел в 1933—1936, служил послом Эстонии в Швеции, Дании и Норвегии в 1936—1940 годах.
После присоединение Эстонии к СССР в 1940 году отказался вернуться в Эстонию, заочно был приговорен к смертной казни.
Член II и III состава Рийгикогу (1923-1929).